# Número piramidal

Representação geométrica de 30, o quarto número pirâmidal quadrado: 1 + 4 + 9 + 16 = 30

Um número piramidal é um número figurado que representa uma pirâmide com a base tendo qualquer número de lados. São exemplos:
- número piramidal triangular (base com três lados)
- Número piramidal quadrado (quatro lados)
- Número piramidal pentagonal (cinco lados)
- Número piramidal hexagonal (seis lados)
- Número piramidal heptagonal (sete lados)

A fórmula para o n-ésimo número piramidal r-gonal é:
{\displaystyle X={\frac {n^{2}}{2}}+n^{3}\left({\frac {r}{6}}-{\frac {1}{3}}\right)-n\left({\frac {r-5}{6}}\right)}